# Kharjyang
Kharjyang (nep. खर्ज्याङ) – gaun wikas samiti w zachodniej części Nepalu w strefie Lumbini w dystrykcie Gulmi. Według nepalskiego spisu powszechnego z 2001 roku liczył on 796 gospodarstw domowych i 3914 mieszkańców (2183 kobiet i 1731 mężczyzn).